# Gillian Dobb
Gillian Dobb (* 8. Mai 1929 in Wandsworth, London, England; † 31. März 2001 in Lancaster, New York, USA) war eine US-amerikanische Schauspielerin.
Ihre bekannteste Rolle war die der Agatha Chumley in der US-amerikanischen Fernsehserie Magnum, in der sie von 1982 bis zur Einstellung der Serie 1988 in insgesamt 32 Episoden zu sehen war.

## Filmografie
- 1980: Hawaii Fünf-Null (Hawaii Five-O, Fernsehserie, 1 Folge)
- 1981–1988: Magnum (Magnum, P.I, Fernsehserie, 32 Folgen)
- 1985: Gidget’s Summer Reunion (Fernsehfilm)